# 弗羅斯特曼冰川
75°8′S 137°57′W / 75.133°S 137.950°W
弗羅斯特曼冰川（英語：Frostman Glacier）是南極洲的冰川，位於瑪麗伯德地的赫爾冰川南面，該冰川根據美國地質調查局的測量和美國海軍的空中照片被繪入地圖。